# Йосефи, Томер
Томе́р Йосе́фи (ивр. תומר יוספי‎; 2 февраля 1999, Лехавим) — израильский футболист, полузащитник житомирского «Полесья».

## Клубная карьера
Родился и вырос в богатом городе Лехавим, в семье израильтян еврейского происхождения.
Воспитанник молодёжной академии «Хапоэля» (Беэр-Шева). Дебютировал за первую команду клуба 12 января 2019 года в проигранном (0:2) домашнем матче Премьер-лиги Израиля против «Маккаби» (Хайфа). 19 мая 2019 года отличился своим первым голом за «Хапоэль» в победном (1:0) поединке против израильской Премьер-лиги против «Хапоэля» (Хадера), в котором вышел на замену на 84-й минуте, а через 4 минуты отличился голом.
5 января 2023 года был арендован до конца сезона «Хапоэлем» (Хайфа) из Премьер-лиги.
3 июля 2023 года второй раз был арендован «Хапоэлем» (Хайфа) накануне старта Премьер-лиги 2023/24.
В середине декабря 2024 года в СМИ появилась информация о заинтересованности «Полесья» в израильском вингере. 31 декабря 2024 года подписал 3-летний контракт с «волками». По данным интернет-издания Transfermarkt житомиряне заплатили за игрока израильскому клубу 250 000 евро.

## Карьера в сборной
Дебютировал за молодёжную сборную Израиля 26 марта 2019 года в поединке против Грузии. 10 сентября 2019 года отличился дебютным голом за сборную, в матче против Казахстана. С 2019 по 2020 год отличился 3-мя голами в 11-ти матчах за «молодёжку».
14 марта 2024 года Алон Хазан впервые вызвал Томера в лагерь национальной сборной Израиля.

## Достижения
«Хапоэль» (Беэр-Шева)
- Обладатель Кубка Израиля (2): 2019/20, 2021/22
- Обладатель Суперкубка Израиля: 2022